# Obbligazione exchangeable
Una obbligazione exchangeable (o "XB") è un titolo obbligazionario che offre al possessore la possibilità di convertirla in azioni di una società diversa dall'emittente (di solito una consociata o una società di cui l'emittente detiene una quota) a certe date future e a precise condizioni. Un'obbligazione exchangeable è diversa da un'obbligazione convertibile, in quanto quest'ultima offre al possessore il diritto di convertirla in azioni dell'emittente.

## Determinazione del prezzo
Il processo per la determinazione del prezzo di un'obbligazione exchangeable è simile a quello delle obbligazioni convertibili, e prevede la suddivisione in una parte costituita dall'obbligazione ordinaria e in un'altra parte relativa all'opzione implicita, da valutarsi separatamente.
Prezzo dell'obbligazione exchangeable = Prezzo dell'obbligazione ordinaria + Prezzo dell'opzione
- Il prezzo di un'obbligazione exchangeable è sempre superiore a quello dell'obbligazione ordinaria in quanto la presenza dell'opzione apporta valore all'investitore;
- Il rendimento di un'obbligazione exchangeable è inferiore a quello di un'obbligazione ordinaria.